# Coupe continentale de combiné nordique 2012
Navigation
2010 — 2011 2012 — 2013
| \| Erzurum Høydalsmo Klingenthal Eisenerz Kranj Predazzo Kuopio \| Les sites des compétitions (manque Soldier Hollow) |
| Erzurum Høydalsmo Klingenthal Eisenerz Kranj Predazzo Kuopio                                                          |

La coupe continentale de combiné nordique 2011 — 2012 fut la quatrième édition de la coupe continentale, compétition de combiné nordique organisée annuellement et qui était appelée de 1991 à 2008 la coupe continentale de combiné nordique.
Elle s'est déroulée du 9 décembre 2011 au 11 mars 2012, en vingt-et-une épreuves, dont une annulée.
Cette coupe continentale a débuté dans l'Utah, aux États-Unis, dans la station de Soldier Hollow et a fait étape au cours de la saison
en Turquie (Erzurum),
en Norvège (Høydalsmo),
en Allemagne (Klingenthal),
en Autriche (Eisenerz),
en Slovénie (Kranj),
en Italie (Predazzo),
pour s'achever en Finlande, à Kuopio.
Elle a été remportée par le slovène Marjan Jelenko.

## Classement général
| Rang | Nom                        | Points |
| ---- | -------------------------- | ------ |
| 1    | Marjan Jelenko             | 634    |
| 2    | Geoffrey Lafarge           | 619    |
| 3    | Mark Schlott               | 482    |
| 4    | Taylor Fletcher            | 456    |
| 5    | Samuel Guy                 | 446    |
| 6    | Truls Sønstehagen Johansen | 417    |
| 7    | Michael Dünkel (de)        | 389    |
| 8    | Wolfgang Bösl              | 376    |
| 9    | Sepp Schneider             | 373    |
| 10   | Tobias Kammerlander        | 341    |
| 11   | Ole Martin Storlien        | 291    |
| 12   | Marco Pichlmayer           | 286    |

## Calendrier
| Date                  | Épreuve                                | Vainqueur                                                                  | Deuxième                                                                            | Troisième                                                         |
| 1 — 5. Soldier Hollow |                                        |                                                                            |                                                                                     |                                                                   |
| 9/12/2011             | HS 100 / 10 km                         | Marjan Jelenko                                                             | Taylor Fletcher                                                                     | Mark Schlott                                                      |
| 10/12/2011            | Sprint par équipes HS 100 / 2 x 7,5 km | Allemagne I- Mark Schlott - Michael Dünkel (de)                            | France I- Samuel Guy - Geoffrey Lafarge                                             | États-Unis I- Taylor Fletcher - Nick Hendrickson                  |
| 11/12/2011            | HS 100 / 10 km                         | Taylor Fletcher                                                            | Michael Dünkel (de)                                                                 | Mark Schlott                                                      |
| 13/12/2011            | HS 100 / 10 km                         | Mark Schlott                                                               | Taylor Fletcher                                                                     | Geoffrey Lafarge                                                  |
| 14/12/2011            | HS 100 / 10 km                         | Mark Schlott                                                               | Michael Dünkel (de)                                                                 | Geoffrey Lafarge                                                  |
| 6 — 7. Erzurum        |                                        |                                                                            |                                                                                     |                                                                   |
| 7/01/2012             | HS 95 / 10 km                          | Tobias Kammerlander                                                        | Thomas Kjelbotn                                                                     | Ole Martin Storlien                                               |
| 8/01/2012             | HS 95 / 10 km                          | Truls Sønstehagen Johansen                                                 | Nicolas Martin                                                                      | Mikke Leinonen                                                    |
| 8 — 10. Høydalsmo     |                                        |                                                                            |                                                                                     |                                                                   |
| 20/01/2012            | HS 94 / 10 km                          | Sepp Schneider                                                             | Harald Lemmerer                                                                     | Carlos Kammerlander                                               |
| 21/01/2012            | HS 94 / 10 km                          | Marjan Jelenko                                                             | Geoffrey Lafarge                                                                    | Michael Dünkel (de)                                               |
| 22/01/2012            | HS 94 / 10 km                          | Carlos Kammerlander                                                        | Marco Pichlmayer                                                                    | Marjan Jelenko                                                    |
| 11 — 12. Klingenthal  |                                        |                                                                            |                                                                                     |                                                                   |
| 28/01/2012            | HS 140 / 10 km                         | Seppi Hurschler                                                            | Tomáš Slavík                                                                        | Taylor Fletcher                                                   |
| 29/01/2012            | HS 140 / 10 km                         | Taylor Fletcher                                                            | Tomáš Slavík                                                                        | Hideaki Nagai                                                     |
| 13 — 14. Eisenerz     |                                        |                                                                            |                                                                                     |                                                                   |
| 11/02/2012            | HS 100 / 10 km                         | Lukas Klapfer                                                              | Truls Sønstehagen Johansen                                                          | Tobias Kammerlander                                               |
| 12/02/2012            | HS 100 / 10 km                         | Lukas Klapfer                                                              | Truls Sønstehagen Johansen                                                          | Thomas Kjelbotn                                                   |
| 15 — 16. Kranj        |                                        |                                                                            |                                                                                     |                                                                   |
| 17/02/2012            | HS 109 / 10 km                         | Marjan Jelenko                                                             | Tim Hug                                                                             | Andreas Günter                                                    |
| 18/02/2012            | HS 109 / 4 x 5 km                      | France- Nicolas Martin - Wilfried Cailleau - Samuel Guy - Geoffrey Lafarge | Autriche- Matthias Hochegger - Johannes Weiss - Lukas Klapfer - Tobias Kammerlander | Suisse- Ivo Hess - Christian Erichsen (de) - Sven Fawer - Tim Hug |
| 17 — 18. Predazzo     |                                        |                                                                            |                                                                                     |                                                                   |
| 3/03/2012             | HS 134 / 10 km                         | Geoffrey Lafarge                                                           | Ole Martin Storlien                                                                 | Tobias Kammerlander                                               |
| 4/03/2012             | HS 134 / 10 km                         | Geoffrey Lafarge                                                           | Mattia Runggaldier                                                                  | Armin Bauer                                                       |
| 19 — 21. Kuopio       |                                        |                                                                            |                                                                                     |                                                                   |
| 9/03/2012             | HS 127 / 10 km                         | Épreuve annulée                                                            | Épreuve annulée                                                                     | Épreuve annulée                                                   |
| 10/03/2012            | Sprint par équipes HS 127 / 2 x 7,5 km | Autriche II- Dominik Dier - Philipp Orter                                  | Finlande I- Eetu Vähäsöyrinki - Jim Härtull                                         | France I- Samuel Guy - Geoffrey Lafarge                           |
| 11/03/2012            | HS 94 / 10 km                          | Janis Morweiser                                                            | Wolfgang Bösl                                                                       | Samuel Guy                                                        |